# Giuseppe Altamore
Giuseppe Altamore (Giuliana, 22 marzo 1956) è un giornalista e scrittore italiano.

## Biografia
Giuseppe Altamore è stato fondatore e direttore responsabile del mensile BenEssere, la salute con l'anima
 del Gruppo San Paolo fino al 31 dicembre 2023. Giornalista e saggista, vive e lavora a Milano da 
oltre quarant'anni, ma le sue radici sono in Sicilia. Ha iniziato la sua attività giornalistica al quotidiano L'Ora nel 1975 e dopo una lunga gavetta è approdato a Famiglia Cristiana,
 dove ha ricoperto il ruolo di caporedattore, occupandosi prevalentemente di economia, di consumi, di 
salute e di sicurezza alimentare. Nel 2008 è stato nominato direttore 
responsabile del mensile Club3-Vivere in armonia. Nel 2013 ha fondato il mensile BenEssere. La salute con l'anima (Gruppo San Paolo).  
Laureato in sociologia, ha frequentato la Scuola di specializzazione in Comunicazioni sociali dell'Università Cattolica del Sacro Cuore. Ha vinto nel 2004 il premio Scritture d'acqua per le sue pubblicazioni Qualcuno vuol darcela a bere. Acqua minerale, uno scandalo sommerso ed I predoni dell'acqua. Acquedotti, rubinetti, bottiglie: chi guadagna e chi perde.  Ha un suo sito www.giuseppealtamore.it tutto dedicato al tema dell'acqua potabile.

## Pubblicazioni
- 1992 - Europa istruzioni per l'uso,
- 1994 - Tutte le parole dell'economia,
- 2001 - Personal budget,
- 2004 - I predoni dell'acqua. Acquedotti, rubinetti, bottiglie: chi guadagna e chi perde,
- 2005 - Qualcuno vuol darcela a bere,
- 2006 - Acqua S.p.A.,
- 2006 - I padroni delle notizie. Come la pubblicità occulta uccide l'informazione,
- 2008 - L'acqua nella storia,
- 2016 - Dalla stessa radice. Ebrei e cristiani, un dialogo intrareligioso,
- 2018 - Auschwitz non vi avrà,
- 2019 - Convoglio 53,
- 2020 - A testa alta. Massimo Tosti, il carabiniere che salvò 4000 ebrei,
- 2022 - Chi ha ucciso Gesù? Dall'antigiudaismo religioso all'antisemitismo. La vera storia,